# Alpiner Skieuropacup 1981/82
Gesamt- und Disziplinenwertungen der Saison 1981/1982 des Alpinen Skieuropacups.

## Europacupwertungen

### Gesamtwertung
| Rang | Name           | Land       | Punkte |
| ---- | -------------- | ---------- | ------ |
| 1    | Hubert Strolz  | Österreich | 160    |
| 2    | Franck Piccard | Frankreich | 120    |
| 3    | Hans Pieren    | Schweiz    | 102    |

| Rang | Name              | Land           | Punkte |
| ---- | ----------------- | -------------- | ------ |
| 1    | Sonja Stotz       | BR Deutschland | 140    |
| 2    | Sieglinde Winkler | Österreich     | 124    |
| 3    | Corinne Eugster   | Schweiz        | 120    |

### Abfahrt
| Rang | Name              | Land       | Punkte |
| ---- | ----------------- | ---------- | ------ |
| 1    | Karl Alpiger      | Schweiz    | 93     |
| 2    | Stefan Niederseer | Österreich | 79     |
| 3    | Otto Peer         | Österreich | 65     |

| Rang | Name                 | Land           | Punkte |
| ---- | -------------------- | -------------- | ------ |
| 1    | Sieglinde Winkler    | Österreich     | 110    |
| 2    | Marianne Zechmeister | BR Deutschland | 063    |
| 3    | Claudia Wernig       | Österreich     | 062    |

### Riesenslalom
| Rang | Name          | Land        | Punkte |
| ---- | ------------- | ----------- | ------ |
| 1    | Hubert Strolz | Österreich  | 100    |
| 2    | Hans Pieren   | Schweiz     | 068    |
| 3    | Jure Franko   | Jugoslawien | 060    |

| Rang | Name            | Land       | Punkte |
| ---- | --------------- | ---------- | ------ |
| 1    | Corinne Eugster | Schweiz    | 71     |
| 1    | Claudia Riedl   | Österreich | 71     |
| 3    | Erika Gfrerer   | Österreich | 65     |

### Slalom
| Rang | Name            | Land       | Punkte |
| ---- | --------------- | ---------- | ------ |
| 1    | Klaus Heidegger | Österreich | 87     |
| 2    | Stig Strand     | Schweden   | 81     |
| 3    | Helmut Gstrein  | Österreich | 69     |

| Rang | Name            | Land           | Punkte |
| ---- | --------------- | -------------- | ------ |
| 1    | Rosi Aschenwald | Österreich     | 120    |
| 2    | Michaela Gerg   | BR Deutschland | 060    |
| 3    | Brigitte Nansoz | Schweiz        | 054    |